# بول ألو
بول ألو (بالفرنسية: Paul Alo'o Efoulou)‏ (مواليد 12 نوفمبر 1983 في ياوندي - الكاميرون) لاعب كرة قدم كاميروني يلعب في مركز المهاجم.
يلعب منذ 2019 مع نادي سي إس أو آمنيفيل (بالفرنسية CSO Amnéville) في الدوري الفرنسي الدرجة الخامسة. لعب سابقًا مع نادي مارتينغ الفرنسي والتعاون السعودي وغيرهما.

## روابط خارجية
- بول ألو على موقع الاتحاد الدولي (مؤرشف)  (الإنجليزية)
- بول ألو على موقع رابطة كرة القدم الفرنسية للمحترفين (الإنجليزية)
- بول ألو على موقع قاعدة بيانات كرة القدم.إي يو (الإنجليزية)
- بول ألو على موقع ليكيب (الفرنسية)
- بول ألو على موقع ناشيونال فوتبول تيمز (الإنجليزية)
- بول ألو على موقع Soccerway.com (الإنجليزية)
- بول ألو على موقع عالم كرة القدم.نت (الإنجليزية)
- بول ألو على موقع كووورة
- بول ألو على موقع AS.com (الإسبانية)